# Награда Димитрије Парлић
Награда „Димитрије Парлић“ је награда Удружења балетских уметника Србије (УБУС). Међу најпрестижнијим је наградама за балетску уметност. Установљена је 1997. То је специјална награде за иновативни приступ у савременом плесном театру. Састоји се од плакете са ликом Димитрија Парлића, изливене у бронзи. Плакета је ред академског вајара Риста Михића. Поред плакете додељује се и диплома УБУС-а као и новчана награда,  чију висину пдређује Председништво Удружења Балетских уметника Србије у складу са финансијским могућностима за текућу годину, која је за 2006. годину износила 90.000 динара.
Награда „Димтрије Парлић” је једна од најпрестижнијих награда у области уметничке игре у нашој земљи, коју је установило Удружење балетских уметника Србије. До 2011. године награда се додељивала  ствараоцима у области кореографије, односно извођачима за изузетну уметничко-техничку интерпретацију. Од 2011. године награда се додељује кореографима за најбоље кореографско остварење у области уметничке игре на сценама Србије за текућу годину. У посебним случајевима се може доделити уметнику и за целокупни кореографски опус, али искључиво српским кореографима. Жири, у чијем су саставу еминентни кореографи, играчи и критичари,  током целе године прати све премијерне представе и одлучује о добитнику награде.
Министарство за културу Републике Србије и Градски секретаријат за културу омогућују реализацију ове награде.

## О Награди
Награда се додељује за кореографију - режију аутору изабраном међу уметницима професионалних позоришта, трупа и редова слободних уметника, а за иновативни приступ у савременом плесном театру, као и за концептуалне и истраживачко-експерименталне пројекте.  Додељује је жири награде Димитрије Парлић, који се састоји од 5 чланова. Чланове жирија именује Председништво Удружења балетских уметника Србије на предлог Уметничког већа. Мандат чланова жирија траје годину дана са могућношћу продужетка мандата. Жири је самосталан у одлучивању о додели награде. Жири одлучује о начину свог рада, о избору председника, о заказивању седнице и вођењу расправа.
Предлагачи кандидата могу бити професионална позоришта, појединци-играчи уметничке игре, позоришни критичари, критичари уметничке игре, редакције стручних и часописа из области културе, као и уметничке установе и удружења. Предлози за награду се достављају на основу јавног позива-конкурса Удружења балетских уметника Србије објављеног на интернет страници УБУС-а и по могућству у дневној штампи. Конкурс се објављује најмање 30 дана пре проглашења добитника, а доделјује се на свечаности у организацији УБУС-а, које се одржава 23.октобра на дан рођења нашег прослављеног кореографа Димитрија Парлића, текуће године. Предлози за додељивање награде у форми писаног образложења достављају се Удружењу балетских уметника Србије.
Критеријуми за додељивање награде су:
- да је кореографско-режијска замисао остварена у најширем смислу савремене уметничке игре
- да је оставрена кореографија трагалачка и иновативна и да се може означити као путоказ у развитку уметничке игре
- да концепт и истраживачко-експериментални приступ има неоспорне, препознате квалитете
- да уметник задовољава високе професионалне и уметничке критеријуме

## Лауреати
- Соња Вукићевић 1997. за балет „Магбет оно“
- 1998. Награда није додељена, чланови жирија: Радомир Вучић, Милица Зајцев,Марија Јанковић,Дејан Ђуровић, Зоја Беголи
- (1999) Крунислав Симић за балет „Орфеј у подземљу“, чланови жирија: Радомир Вучић (председник),   Милица Зајцев, Марија Јанковић, Дејан Ђуровић, Зоја Беголи.
- 2000. Вера Костић за целокупни кореографски опус, чланови жирија:  Ксенија Кецојевић (председник), Крунислав Симић, Соња Лапатанов, Зоран Христић, Ивана Вујић
- 2001. Исидора Станишић за уметничку интерпретацију, чланови жирија: Владимир Логунов (председник) Вера Костић, Снежана Весковић, Ивана Миловановић, Иван Меденица
- 2002). Владимир Логунов за балет „Доктор Џекил и мистер Хајд“, чланови жирија: Шадија Парлић (председник), Душан Трнинић, Радомир Вучић, Денис Касаткин, Марија Јанковић
- 2004. Лидија Пилипенко за целокупни  кореографски опус, чланови жириа: Милца Безмаревић (председник),Споменка Прокић, Слободан Недић,Весна Дубак, Исидора Станишић
- 2005. Солисти Народног позоришта у Београду за представу „Ко то тамо пева“ за уметничку интерпретацију- Далија Иманић, Милан Рус, Александар Илић, Денис Касаткин, Дејан Коларов, Горан Станић, Душко Михајловић, Михајло Стефановић, Никица Крлуч, чланови жирија: Ирена Крешић (председник), Снежана Тодоровић,Татјана Поповић, Љиљана Живановић, Снежана Весковић-Заблаћански
- 2006. Ансамбл  Балета Српског народног позоришта у представи „Језик зидова“ за изузетну уметничко-техничку интерпретацију, чланови жирија: Јелена Кајго, председник, Петар Рајковић, Паша Мусић, Ирена Крешић, Биљана Кнежевић.
- 23. октобра 2006.  уручена је и награда за животно дело Ерики Марјаш првакињи и директору Балета Српског народног позоришта у Новом Саду.
- 2007. Michele Merola (Италија) за представу „La Capinera“, чланови жирија: Вишња Ђорђевић, председник, Јелена Кајго, Петар Рајковић, Биљана Кнежевић, Паша Мусић - Поповић
- 2008. ИСТЕР ТЕАТАР за представу „Три сестре“, чланови жирија: Вишња Ђорђевић*, председник, Јелена Кајго, Марија Јанковић, Паша Мусић – Поповић, Исидора Станишић  *чланица жирија иступила, Соња Лапатанов (тадашњи председник) именована на њено место
- 2009. Ана Павловић, примабалерина Народног позоришта у Београду, за изузетну уметничко-техничку интерпретацију упозоришној сезони 2008/09. чланови жирија: Иванка Лукатели – председник, Марија Јанковић-Шеховић, Паша Мусић – Поповић, Снежана Весковић-Заблаћански, Петар Рајковић
- 2010. Балетски ансамбл представе „Step lightly“ и „Шест плесова“ за изузетну уметничко-техничку интерпретацију-Тамара Ивановић, Бојана Жегарац, Сања Нинковић, Милица Јевић, Јован Веселиновић, Јовица Бегојев, Олга Олћан, Милан Рус, Милош Кецман, Милош Маријан, Игор Чупковић, Александар Илић, Ивана Козомара, Александра Бибић, Чланови жирија: Милена Јауковић (председник), Паша Мусић – Поповић, Анђелија Тодоровић, Петар Рајковић, Борис Чакширан
- 2011. Едвард Клуг, за кореографију представе „Божанствена комедија”, Чланови жирија: Милена Јауковић (председник), Паша Мусић – Поповић, Анђелија Тодоровић, Петар Пјер Рајковић, Владимир Логунов
- 2013. Jasmin Vardimon, за кореографију представе „Yesterday-Сети се да заборавиш”, Чланови жирија: Владимир Логунов (председник), Даница Араповић, Паша Мусић- Поповић, Милена Бурић и Милош Софреновић
- 2016. Милош Исаиловић, за кореографију представе „Дуњалук”, Битеф денс компаније.[1]. Чланови жирија: Петар Пјер Рајковић (председник), Тамара Ивановић Пинговић, Снежана Весковић Заблаћански, Јелена Јовић Стевановић и Сања Крсмановић Тасић
- сезона 2017/18. је Исидора Станишић за представу ,,Простор за револуцију", у продукцији БИТЕФ театра.
- за сезону 2018-2019 и сезону 2019-2020. Признање је припало кореографкињи Констанци Макрас за представу “Градови којих више нема”  креирану у сарадњи са, и у извођењу играча Битеф денс компаније.
- за најбољу кореографију за сезоне 2020/21 и 2021/22, припала је представи Изгубљени пејзажи кореографкиње Дуње Јоцић, у продукцији Битеф театра  и извођењу Битеф денс компаније. Чланови жирија били су: Соња Вукићевић, солисткиња Балета Народног позоришта у Београду и кореографкиња, Светлана Ђуровић, кореографкиња, Андреа Кулешевић, првакиња Балета Српског народног позоришта у Новом Саду, Милица Писић, играчица савремене игре и Милош Кецман, солиста Балета Народног позоришта у Београду.
- 2023/2024. Игору Коруги за представу “Жеља да се направи чврста историја завршиће се неуспехом”, у продукцији Станице сервиса за савремени плес, која је окупила пионире локалне независне плесне сцене - Нелу Антоновић, Анђелију Тодоровић, Јелену Јовић, Татјану Пајовић, Бориса Чакширана и Сању Крсмановић Тасић.

## Специјална награда за иновативни приступ у савременом плесном театру
- Исидора Станишић 2013.
- Далија Аћин Теландер 2014.
- Представа „Балерине“, Форум за нови плес СНП 2015.
- Јована Ракић 2016.
- Марко Милић 2017.
- Предраг Дедић и Анђели Жугић, за представу “Из другог угла”, у продукцији УБУС-а 2024.